# Ciudad Real
Ciudad Real è un comune della Spagna di 74 798 abitanti, situato nella comunità autonoma di Castiglia-La Mancia e capoluogo della provincia omonima. Ciudad Real fu fondata dal re Alfonso X il Saggio nel XIII secolo.
È la principale città della Mancia e sede vescovile. La città conobbe il periodo di maggior splendore nel XVI secolo quando vi furono impiantati importanti uffici statali, si costruirono nuovi edifici e, oltre all'agricoltura, vi si installarono alcune piccole industrie dei merletti e delle giacche di pelle.
L'agricoltura anche nei secoli successivi fu soprattutto volta alla vitivinicoltura, all'allevamento del bestiame, alla produzione casearia. In questi ultimi anni si è avuto un notevole sviluppo nel campo dei servizi e, soprattutto, dei trasporti.

## Monumenti e luoghi d'interesse
I principali monumenti sono: la Catedral de Nuestra Señora del Prado di forme tardo-gotiche iniziata nel 1531; la Iglesia de Santiago dei secoli XIII-XIV; la Iglesia de la Merced del XV secolo attigua all'Antiguo Convento de los mercedarios; la Iglesia de San Pedro, chiesa gotica del XIV secolo; la casa natale di Hernán Pérez del Pulgar, del XV secolo; il Palacio de la Deputación Provincial del XX secolo; l'Ayuntamiento (Municipio) del 1976 neogotico; la Casa Real de la Caritad del XVIII secolo; la Puerta de Toledo, monumento nazionale chiaro esempio di architettura militare del XIV secolo; l'Hospital de la Misericordia y Rectorado de l'Universidad del XIII secolo; l'Ermita de Alarcos gotica del XIV secolo.
Da vedere anche i resti delle mura e i numerosi musei: il Museo Lopez Villaseñor dedicato alle opere di questo pittore massimo esponente della pittura spagnola del XX secolo; il Museo de don Quixote espone opere d'arte legate al personaggio di Cervantes e una biblioteca di opere a lui dedicate o che abbiano attinenza; il Museo provinciale di Ciudad Real, di carattere archeologico con una sezione di entomologia e alcune opere di pittori locali; il Museo Diocesano di arte sacra ospitato nel Palacio Episcopal.
Il Conservatorio Musicale è alloggiato nel Casino del XIX secolo, dello stesso tempo è il Teatro Municipal Quijano.

## Infrastrutture e trasporti
Ciudad Real, già collegata dal XIX secolo dalla Ferrovia Manzanares-Ciudad Real, è una tappa intermedia della ferrovia ad alta Velocità che collega Madrid a Cordova, Malaga e Siviglia (AVE). Connesso al treno ad alta velocità, è entrato in funzione alla fine del 2007 il nuovo grande Aeroporto di Ciudad Real, infrastruttura privata intitolata a Don Chisciotte della Mancia, per voli di linea internazionali e nazionali di passeggeri e merci, collegato alla stazione dell'AVE.
Era previsto, nell'immediato, ma con possibilità d'incremento, per un traffico di 7 milioni di viaggiatori e 250 000 tonnellate di merci con un'area riservata ai voli turistici e sportivi privati e con un eliporto. Nonostante gli ingenti investimenti (circa 500 milioni di euro), le previsioni si sono rivelate sbagliate, e l'aeroporto ha chiuso i battenti nel 2011, per mancanza di traffico. C'era anche un progetto di creare un centro di spettacoli e gioco con alberghi e case di gioco sul tipo di Las Vegas, rimasto solo allo stadio di progetto e di anticipazione giornalistica.

## Feste
Come tutte le città della Spagna, anche Ciudad Real ha un nutrito calendario di feste: le celebrazioni e le feste della Settimana Santa (che sono state dichiarate di interesse Turistico), la festa per la Romeria (pellegrinaggio) all'ermita di Alarcos (borgo medievale con un castello). La festa più famosa è quella del 31 luglio, detta Pandorga: da tutta la provincia vengono i paesani vestiti coi costumi locali tradizionali a offrire fiori alla statua della Madonna del Prado nella Cattedrale. Presiede la festa il cosiddetto Pandorgo, prototipo del contadino mancego eletto ogni anno a quest'incarico, che consiste anche nell'offrire da bere a tutti coloro che l'omaggiano la zurra, bevanda alcolica tipica di questa festa. Al pomeriggio e alla notte ci sono concerti, danze e canti in un posto appositamente designato e predisposto dal comune per i giovani.

## Curiosità
Durante la guerra civile spagnola (1936-1939) la città rimase in territorio fedele al governo repubblicano e alcuni la ribattezzarono "Ciudad Leal", "Ciudad Libre" o "Ciudad Libre de La Mancha", salvo poi tornare al nome "monarchico" con la vittoria nazionalista e la dittatura franchista.